# Kanton Pipriac
Kanton Pipriac (francouzsky Canton de Pipriac) je francouzský kanton v departementu Ille-et-Vilaine v regionu Bretaň. Tvoří ho devět obcí.

## Obce kantonu
- Bruc-sur-Aff
- Guipry
- Lieuron
- Lohéac
- Pipriac
- Saint-Ganton
- Saint-Just
- Saint-Malo-de-Phily
- Sixt-sur-Aff